# Santana (Arecibo)
Santana es un barrio ubicado en el municipio de Arecibo en el estado libre asociado de Puerto Rico. En el Censo de 2010 tenía una población de 5253 habitantes y una densidad poblacional de 523,95 personas por km².

## Geografía
Santana se encuentra ubicado en las coordenadas 18°27′9″N 66°40′00″O / 18.45250, -66.66667. Según la Oficina del Censo de los Estados Unidos, Santana tiene una superficie total de 10.03 km², de la cual 9.98 km² corresponden a tierra firme y (0.46%) 0.05 km² es agua.

## Demografía
Según el censo de 2010, había 5253 personas residiendo en Santana. La densidad de población era de 523,95 hab./km². De los 5253 habitantes, Santana estaba compuesto por el 83.69% blancos, el 7.48% eran afroamericanos, el 0.32% eran amerindios, el 0.04% eran asiáticos, el 4.91% eran de otras razas y el 3.56% pertenecían a dos o más razas. Del total de la población el 99.14% eran hispanos o latinos de cualquier raza.